# Linia kolejowa Weißig – Böhla
Linia kolejowa Weißig – Böhla – ważna dwutorowa i zelektryfikowana linia kolejowa w Niemczech, w kraju związkowym Saksonia. Przebiega przez Großenhainer Pflege i łączy linie kolejowe Lipsk–Drezno i Berlin–Drezno między posterunkami odgałęźnymi Leckwitz koło Weißig i Kottewitz koło Böhla. Oficjalne otwarcie po dwóch latach budowy miało miejsce w dniu 3 grudnia 2010 roku, a rozpoczęcie działalności dla regularnego ruchu pociągów do zmiany rozkładu jazdy w dniu 12 grudnia 2010 roku.